# Cinemas Odeon
Odeon (às vezes estilizado como 'ODEON') é uma rede de cinemas que opera no Reino Unido, Irlanda e Noruega, que juntamente com a UCI Cinemas e o Nordic Cinema Group fazem parte do grupo Odeon Cinemas (que pertence ao grupo AMC Theatres).  A rede usa o famoso nome do circuito de cinema Odeon introduzido pela primeira vez na Grã-Bretanha em 1930.
O primeiro cinema Odeon foi aberto por Oscar Deutsch em 1928, embora inicialmente tenha sido chamado de "Picture House".  O primeiro cinema a usar a marca Odeon foi um cinema aberto por Deutsch em Perry Barr , Birmingham , em 1930. Dez anos depois, a Odeon fazia parte do grupo Rank Organization, que foi dono da rede por mais 60 anos.  Após várias vendas e aquisições no início dos anos 2000, a empresa foi comprada pela Terra Firma , que fundiu a Odeon e a UCI Cinemas para formar o Grupo Odeon UCI Cinemas.  A maioria dos cinemas da UCI mudaram o nome para Odeon em 2006.  A Terra Firma / UCI vendeu a empresa para a AMC Theatres em novembro de 2016.  Ironicamente, a UCI foi originalmente formada através da fusão da AMC UK e da Cinema International Corporation em 1989.
Desde 2016, a Odeon é a maior cadeia de cinemas do Reino Unido em participação de mercado (embora os cinemas irlandeses também estejam incluídos nesse número).

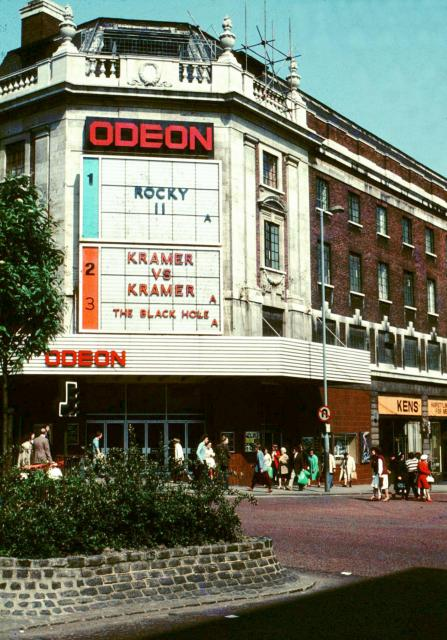
Um dos antigos cinemas da Odeon em Leeds. O prédio agora abriga uma filial da loja Sports Direct.

A equipe de Marketing do Odeon gostava de afirmar que o nome dos cinemas foi derivado da frase em inglês "Odeon Deutsch Entertains Our Nation" ('Odeon Deutsch Entretém a Nossa Nação'), fazendo alusão ao fundador da marca, mas o nome já tinha sido usado para cinemas na França e na Itália na década de 1920, e a palavra vem na verdade do grego antigo .  O nome " Nickel odeon " foi criado em 1888 e foi amplamente usado para descrever pequenos cinemas nos Estados Unidos a partir de 1905.
A empresa é mais associada a J. Arthur Rank , o proprietário pelo período mais longo de sua história.
O primeiro cinema aberto por Oscar Deutsch foi localizado em Brierley Hill , Staffordshire (agora West Midlands), Inglaterra, em 1928.  O edifício já foi demolido há muito tempo, mas a partir de 2006, o antigo cinema da UCI (construído nos anos 80 como um multiplex da AMC) no Shopping Centre Merry Hill, em Brierley Hill, foi reformado e virou um cinema Odeon.
O primeiro cinema que abriu sob a marca Odeon foi localizado em Perry Barr, Birmingham.  Foi desenhado por Harry Weedon .  A fachada foi remodelada após danos sofridos durante a Segunda Guerra Mundial e, depois de ser um Bingo, foi convertida em um local para conferências.

## Expansão

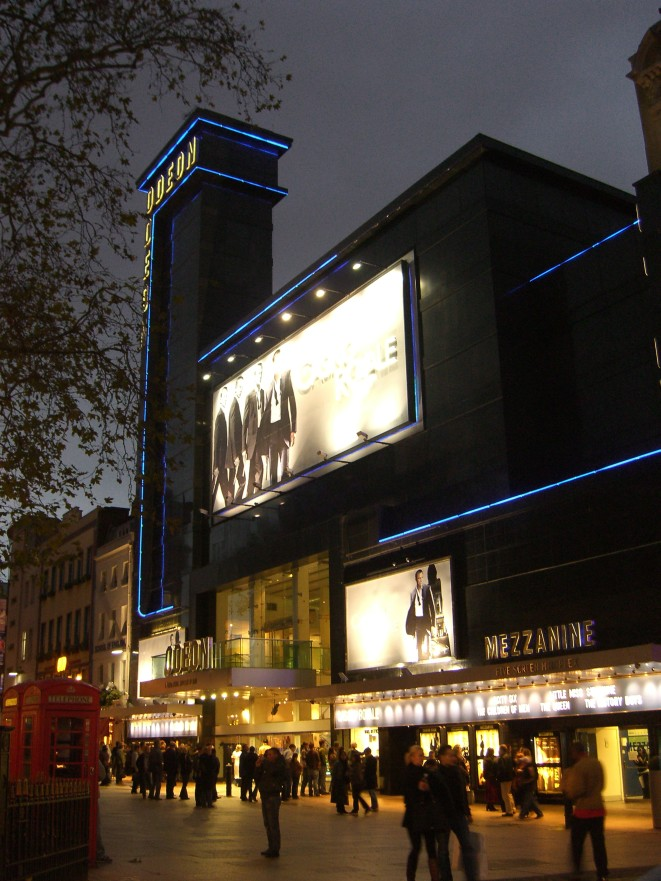
O Odeon em Leicester Square, Londres

Por volta de 1930, a Odeon era um nome familiar e os cinemas eram conhecidos por sua arquitetura em estilo art déco de inspiração marítima.  Este estilo foi usado pela primeira vez em 1930 no cinema em Perry Barr, em Birmingham, que foi comprado pela Deutsch para expandir a rede.  Ele gostou tanto do estilo que contratou o arquiteto Harry Weedon para projetar seus futuros edifícios.  George Coles também foi um dos seus principais arquitetos, remodelando uma sala de reuniões parcialmente completa em Portslade e projetando seu primeiro cinema construído em Upper Wickham Lane, Welling , Kent , inaugurado em 22 de outubro de 1934 e fechado em 22 de outubro de 1960.  Atualmente é um clube de bingo na rede Meca Bingos.  O cinema apresentava iluminação linear central, que se tornou característica marcante de seu trabalho.
Em 1935, Oscar Deutsch contratou John Maltby (1910-1980), um fotógrafo profissional, para fazer imagens de todos os cinemas da cadeia Odeon na época.  A coleção resultante de fotografias internas e externas está disponível no arquivo público English Heritage e pode ser vista online.
Deutsch vendeu a rede para o empresário J. Arthur Rank , que estava formando a Rank Organization em 1938.  Além disso, aquisições por outras redes de cinema ocorreram após a a Rank, incluindo as operações de cinema no Reino Unido da Paramount Pictures em 1939 e a compra dos cinemas britânicos da Gaumont em 1941.
Na época da morte de Oscar Deutsch, em 1941, 258 cinemas Odeon tinham sido abertos em toda a Grã-Bretanha.  Após a venda para a J. Arthur Rank Corporation, a Odeon também operou uma subsidiária canadense, a Odeon Theatres (Canada) Ltd., com mais de cem cinemas no Canadá, de costa a costa.  A sede da Odeon Canada ficava em Toronto e, mais tarde foi transferida para o subúrbio de Willowdale , no norte de Toronto.  Essa divisão foi vendida em 1978 para a rede Canadian Theatres e tornou-se Canadian Odeon Theatres, que em 1984 foi vendida novamente para Cineplex , formando Cineplex Odeon (e que agora voltou a ser Cineplex).  Ela também possuía 50% de uma subsidiária australiana, a Greater Union Organisation, com sede em Sydney , com dezenas de cinemas em toda a Austrália.  A participação da Rank Organisation na Greater Union Organization foi vendida para a Amalgamated Holdings Ltd., uma empresa australiana, também em 1984.  A Greater Union é agora conhecida como Event Cinemas .
Cada cinema Odeon tinha um caráter diferente da maioria dos outros cinemas do Reino Unido, muitas vezes tendo um interior único e espetacular.  Eles também administravam sua própria empresa de publicidade, chamada Rank Screen Advertising , em concorrência com a líder de mercado do Reino Unido, Pearl &amp; Dean , que acabou foi superada pela Rank.  A Rank Screen Advertising foi renomeada como Cinema Media antes de ser adquirida pela Carlton Communications e se tornou a Carlton Screen Advertising.  Em 2008, a Odeon, juntamente com a rival Cineworld, comprou de volta a empresa e hoje é conhecida como Digital Cinema Media .
Um número menor de cinemas Odeon abriram nos anos do pós-guerra ( Odeon Marble Arch e Odeon Elephant &amp; Castle sendo exemplos notáveis), mas muitos cinemas de tela única foram  fechados, subdivididos em telas menores ou convertidos em outras coisas, como bingo.

## Atualmente
Desde a virada do século, a Odeon passou por uma série de vendas depois que o Rank Group precisou de empréstimos para reduzir sua dívida. Primeiro para a Cinven, que fundiu a Odeon com o ABC Cinemas.  Em 2004, a rede foi comprada pela Terra Firma e fundida com a United Cinemas International para produzir a maior cadeia de cinemas da Europa.  Como condição da fusão (imposta pelo Office of Fair Trading ), os cinemas Newcastle upon Tyne , Sutton Coldfield , Poole , Quinton , Hemel Hempstead e Bromley , da Odeon, foram vendidos para a Empire Cinemas .  Muitos cinemas menores e mais antigos, como o Odeon Grimsby, na Freeman Street, foram fechados para manter a participação no mercado dentro dos limites legais.  Os cinemas restantes da UCI, incluindo as marcas Thefilmworks, foram renomeados como Odeon a partir de 4 de novembro de 2005. 

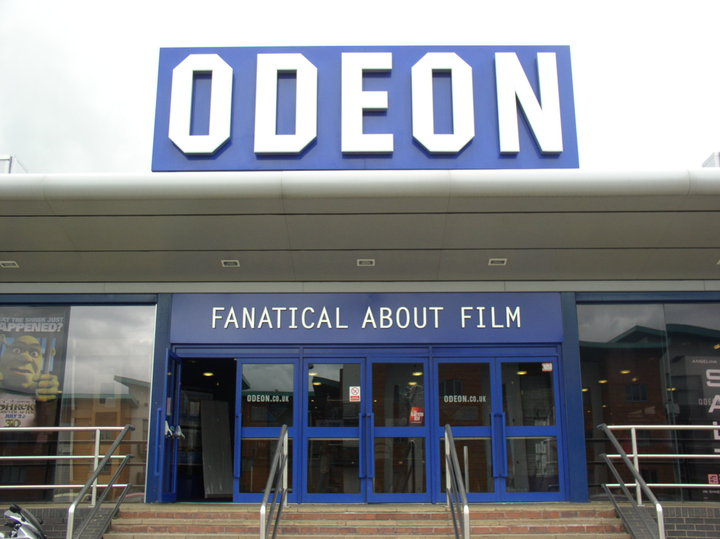
Um cinema Odeon em Intu Merry Hill, Brierley Hill, Midlands Ocidental

Os cinemas da UCI na Irlanda também se juntaram à rede Odeon e, embora inicialmente mantivessem a marca da UCI, a evidência da fusão tornou-se aparente, por exemplo, ao comprar ingressos com cartão de crédito, onde o nome "Odeon" aparecia.  A revista interna de críticas de filmes da Odeon, Onscreen , também passou a ser distribuída nos cinemas da UCI, mantendo o logotipo da Odeon por toda parte.  Em agosto de 2007, a UCI lançou um novo site irlandês com layout idêntico ao odeon.co.uk.  De acordo com o website, os cinemas irlandeses foram vendidos a um grupo irlandês, Entertainment Enterprises, em setembro de 2006, mas esta transação não foi divulgada na mídia irlandesa.  O website também afirmou que os cinemas continuaram fazendo parte da cadeia Odeon sob um contrato de gestão.  A Rank / Odeon já havia comandado cinemas na Irlanda (incluindo o carro-chefe, o Savoy Cinema na O'Connell Street ) até 1982, quando foram comprados pela Ward Anderson .  Em abril de 2008, a Entertainment Enterprises anunciou que comprou os ativos irlandeses da Storm Cinemas e, assim como a rede UCI existente, contrataria a Odeon para a administrar os cinemas.  Em 31 de maio de 2011, a Odeon anunciou que havia comprado de volta a cadeia da UCI na Irlanda (incluindo os locais da marca Storm Cinemas) da Entertainment Enterprises.  A Odeon renomeou todos os seus cinemas irlandeses sob a marca Odeon em 2012; o primeiro cinema com rebatizado foi reaberto em 27 de março de 2012.
Em 2007, a Odeon adquiriu dez cinemas na Itália   e é agora a maior cadeia de cinema da Europa.  Em março de 2012, o Odeon e o UCI Cinemas Group, sob controle da Terra Firma, divulgaram um prejuízo de 70 milhões de libras esterlinas em 2011, conforme publicado na Companies House .
A Terra Firma anunciou em fevereiro de 2015 que planejava vender a Odeon e a UCI Cinemas por cerca de £ 1 bilhão.
Em abril de 2015, a empresa concordou em vender seus cinemas em Gerrards Cross , Esher , Muswell Hill e Barnet para seu concorrente menor, Everyman Cinemas, por £ 7,1 milhões.
Em julho de 2016, a empresa foi comprada por US$ 921 milhões pela empresa americana AMC Theatres , pertencente ao conglomerado chinês Wanda Group . O acordo foi aprovado pela Comissão Européia em 17 de novembro de 2016  e foi concluído em 30 de novembro de 2016.
Em 2018, a AMC Theaters comprou a rede norueguesa SF Kino e a renomeou como Odeon Kino .

## Serviços
A empresa opera um site e aplicativos de celuar para iOS e Android , permitindo que os clientes comprem ingressos antecipados.  Eles encerraram um serviço de reserva por telefone em 2014 e administram seu próprio Centro de Atendimento ao Cliente, que fica em Stoke-on-Trent, compartilhando o prédio com o cinema mas operando separadamente.  A empresa tem um escritório em Manchester e um escritório menor em Londres.
"Limitless" ('Sem Limites') é um produto nacional, onde, através de um contrato de doze meses, membros possam assistir a quantos filmes quiserem por uma taxa mensal (filmes 3D têm um custo adicional).
A Odeon oferece serviços premium para clientes com 18 anos ou mais, como uma experiência gastronômica no lounge do Whitelys, e a Galeria, oferecendo um serviço premium em seis locais.

## Polêmicas

### Recusa em exibir certos filmes
Em 2008, a Odeon fez uma jogada polêmica ao se recusar a exibir o filme Rambo em qualquer uma de suas telas no Reino Unido, alegando "diferenças comerciais".  Em 2010, a Odeon propôs um boicote de Alice no País das Maravilhas de Tim Burton em seus cinemas no Reino Unido, Irlanda e Itália, como protesto pela decisão da Disney em exibir o filme por um período mais curto nos cinemas para permitir que o lançamento mais cedo do DVD .  Após negociações individuais com a Disney , a Odeon, a Cineworld e a Vue chegaram a um acordo.

### Reclamação pública
Em 24 de agosto de 2012, um cliente chamado Matt Pledger publicou uma queixa no mural do Facebook da Odeon sobre sua experiência com o cinema, citando preços altos de ingressos, preços altos de alimentos, funcionários desatentos, sons do cinema ao lado e exibindo anúncios sobre como a pirataria estava acabando com a indústria de filmes.  A queixa acabou se tornando viral, com mais de 275.000 “curtidas” e mais de 23.000 comentários em 3 de setembro de 2012, também recebendo atenção da mídia nacional, incluindo em um programa na BBC Radio 4 .